# Thomas Pilchard
Pour les articles homonymes, voir Pilcher.
Thomas Pilchard ou Pilcher (né à Battle, Sussex, 1557 ; exécuté à Dorchester, 21 mars 1587) est un prêtre catholique anglais. Il est béatifié en 1987 par le pape Jean-Paul II comme l'un des quatre-vingt-cinq martyrs d'Angleterre et du Pays de Galles, avec lequel il est commémoré le 4 mai.

## Biographie
Il devient membre du Balliol College, Oxford, en 1576, et obtient le diplôme de maîtrise, en 1579, démissionnant de sa bourse l'année suivante. Il arrive à Reims le 20 novembre 1581 et est ordonné prêtre à Laon en mars 1583.
Il part pour la mission anglaise le 4 mai 1583 et travaille dans la région de Winchester. Il est arrêté peu de temps après et banni. Beaucoup de missionnaires étaient impatients de rentrer de peur que leur absence ne soit attribuée à un compromis avec le gouvernement. Le 20 janvier 1586, Pilchard retourne en Angleterre et travaille pendant près d'un an. À Londres pour affaires, il est reconnu par quelqu'un qui le connaissait d'Oxford et est arrêté au début de mars 1587 puis emprisonné à Dorchester Gaol. De nombreuses conversions lui sont attribuées en prison.
Les exécutions pour trahison étant rares dans cette partie du comté, il est difficile de trouver quelqu'un pour exécuter la peine. Enfin un boucher est persuadé de servir de bourreau pour une somme considérable. D'après l'histoire hagiographique, lors de la pendaison, la corde se brise et Pilchard tombe sur ses pieds sous la potence. Contraint par les hommes du shérif, le bourreau engagé poignarde alors Pilchard, qui se tourne vers le shérif et demande : "Est-ce donc votre justice, monsieur le shérif ?"
Thomas Pilchard est commémoré avec le mémorial des martyrs du Dorset à Gallows Hill.